# 秋本帆華
秋本 帆華（あきもと ほのか、1997年11月15日 - ）は、日本のアイドル、歌手、タレントであり、女性アイドルグループTEAM SHACHIのメンバー。愛知県出身、愛知県在住。明治学院大学社会学部卒業。

## 略歴
2012年 - 2013年
2012年、名古屋を拠点とする「チームしゃちほこ」のメンバーとして芸能界デビューした。（チームしゃちほこは2012年4月7日に名古屋城にて路上デビューした。2013年6月19日はチームしゃちほこが「日本先行メジャーデビュー」した日。）
2014年
12月22日に発売された写真集『寝起き女子』で他の16人と共にモデルを務めた。
2015年
4月24日に発売された日本ツインテール協会による「ツインテール女子」をテーマに作られた公式写真集『キミ色ツインテール 2』で咲良菜緒と他の22人と共にモデルを務めた。
5月23日に公開された長編アニメ映画『天才バカヴォン〜蘇るフランダースの犬〜』でウナギイヌの声優を務めた。
2018年
10月23日、所属のチームしゃちほこがTEAM SHACHIとして新体制へ移行。
2019年
BS日本 (BS日テレ) 公式マスコット“バブちゅ〜”のキャラクターボイスを担当開始（「〇〇でちゅ(〜)」、「〇〇しまちゅ」などの言い回しが特徴）。
2020年
3月17日、明治学院大学を卒業したことを公式Instagramで報告。
2021年
3月14日、名古屋ウィメンズマラソン 2021に出場し、フルマラソンを4時間6分52秒で完走。直後に東海テレビの番組とTEAM SHACHIのYouTube配信番組に出演。
11月15日、秋本帆華×坂本遥奈生誕イベント「ほのハル秘密のデート♡in NAGOYA」、秋本帆華生誕ソロイベント「秋本帆華生誕祭2021 〜Hoo詰め合わせ〜」を愛知・名古屋ダイアモンドホールにて開催。

## 人物
高校卒業後は地元を離れて明治学院大学に進学した。同じ事務所のアイドル私立恵比寿中学の星名美怜とは、同じ大学である（秋本の公式Instagramと星名の公式ブログより）。
ももいろクローバーZの玉井詩織推しである。　　
名古屋ウィメンズマラソン 2021に出場し、フルマラソンを4時間6分52秒で完走した。
兄が一人いる。
作詞を担当した作品がある。TEAM SHACHI「ROSE FIGHTERS」（岡田マリアと共作詞）、ほのさきちぃ（秋本帆華、清井咲希、高井千帆による3人組ユニット）「チュートリアルな恋」を作詞した。
トマトには砂糖をかける。
自称、名古屋のモネ。（ゴー☆ジャス動画 2024/01/22）

## 関連事項
TEAM SHACHIではセンターを務め、イメージカラーは名古屋レッド。スタコミュ「ローカリズムスイーツ部」部員。

## 出演

### 映画
- 天才バカヴォン〜蘇るフランダースの犬〜（2015年5月23日公開、DLE） - ウナギイヌ 役[12][2]
- クハナ!（2016年9月3日公開）[15]
- 燃えよ！失敗女子（2019年6月15日、ユナイテッドエンタテインメント） - 由美 役[16]
- 13月の女の子（2020年8月15日、チーズfilm） - 唐木田巫女 役
- 神さま待って！お花が咲くから（2024年2月2日、フューレック）- 新川美月 役  [17]

### テレビドラマ
- 結婚同窓会 〜SEASIDE LOVE〜（2012年7月 - 8月、フジテレビTWO）- 相羽美音役[2]
- 氷点（2023年新春放送予定日本テレビ）－松本春香役

### テレビアニメ
- ねこねこ日本史（2016年4月27日、NHK Eテレ） - 刀自古郎女（聖徳太子の妻）役[18]
- ブラッククローバー（2018年11月13日、テレビ東京） - アキモ 役
- 八十亀ちゃんかんさつにっき（2019年4月4日、テレビ愛知） - 猫 役

### テレビバラエティ
- マリーの知っとこ！ジャポン!（2017年3月30日 - 、NHK Eテレ） MC [19]
- こんなん買ったわ～オオトリ家の人々～（2020年10月25日 - 2021年3月28日、CBCテレビ、毎月最終日曜13:24 - ）
- キミの音楽 powered by smash.（2021年1月29日、バーティカルシアターアプリ「smash.」）[20] - MC、2月24日にフジテレビNEXTでも放送
- ～地球の未来を守るため～ ゆけ！地球防衛隊（2021年3月21日、CBCテレビ）[21]
- 関内エビル（2021年5月14日深夜、テレビ神奈川）
- チコちゃんに叱られる!（2021年6月4日、NHK総合）[22]
- ほのさきちぃへきくちから（2021年6月24日、フジテレビNEXT）
- 関内デビル（2021年8月9日-13日、テレビ神奈川） - 私立恵比寿中学メンバーの代打で出演
- 生放送で解析！サンデージャーナル＜名古屋の注目スポット調査＞（2021年9月12日、テレビ愛知）
- しおこうじ玉井詩織×坂崎幸之助のお台場フォーク村NEXT（第124夜 2021年12月14日 ほか、フジテレビNEXT）
  - ほのさきちぃ - 秋本帆華・清井咲希・高井千帆からなる3人組ユニット
- NETAMI（2021年12月10日深夜 12月17日深夜 2022年1月7日深夜、3月20日、日本テレビ系列） - ナレーション
- データで解析!サンデージャーナル（2022年4月17日、テレビ愛知）
- ハナコ書店（2022年2月5日 2月12日 4月23日 5月14日、テレビ愛知・テレビ東京系列6局ネット）

### ラジオ
- heal lullaby（2018年4月3日 - 2018年9月25日、FMヨコハマ）
- GIRLS♥GIRLS♥GIRLS =flying high= 秋本帆華のウルトラGT（2023年11月1日 -、FM FUJI）- パーソナリティ

### CM・広告
- トンボ学生服（2012年7月1日 - 1年間）[2]
- アオキーズ・ピザ（2012年7月8日 - 1クール）[2]
- 河合塾 MEPLO（1月下旬 - 1クール）[2]
- 名古屋鉄道 MEITETSU μ's Card（2016年） - 2代目ミューズ[23]
- 中部電力「はじめる部 / 集客お手伝い」篇（2016年）[24]

### 舞台
- 舞台「アオアシ」（2019年7月、シアター1010） - 海堂杏里 役（※ダブルキャスト）
- 舞台「アオアシ」（再演）（2022年5月18-22日、こくみん共済 coop ホール／スペース・ゼロ） - 海堂杏里 役[25]

### その他
- BS日テレのマスコットキャラクター「バブちゅ〜」の声（2019年4月 - ）
  - アニメ版「妄想宇宙人バブちゅ〜」の声も担当[26]
    - 2021年7月-9月にYouTubeで配信
    - 2021年11月からBS日テレで毎週水曜日23:29に放送[27][28]

  - ミニドラマ「バブちゅ～とダリ」をBS日テレ公式YouTubeチャンネルにて2022年4月13日から毎週水曜10:00に配信（全5話）
- 名古屋ウィメンズマラソン 2021（2021年3月14日）[29] - フルマラソンを4時間6分52秒で完走後、東海テレビの番組とTEAM SHACHIのYouTube配信番組に出演[13]
- JOGLIS RUNNER’S VOICE（2021年4月8日配信、AuDee）[30]
- Locipo & GYAO!「秋本帆華のドウ・ユー・ノーこれ」（毎週木曜配信、2020年8月 - 、テレビ愛知）[31]
- YouTube「秋本帆華のアイスTV」（2020年11月 - ）[32]
- リアル脱出ゲーム「東京国立博物館からの脱出」（2022年） - イベントCMに出演、探偵事務所の「助手」の声を担当[33][34]

## 書籍

### 雑誌
- De☆View（2012年8月1日、2014年12月1日、オリコン・エンタテインメント）[2][35]
- 週刊ビッグコミックスピリッツ （2013年47号、2013年10月21日発売、小学館） - 映画「劇場版 魔法少女まどか☆マギカ［新編］叛逆の物語」の公開を記念した企画に参加[36]
- 月刊 アイドル横丁新聞あるあるCity瓦版（2014年7月号、2014年7月25日発売、日刊スポーツ新聞社） - 表紙に登場[36]
- スクールオブジャンプ（2016年12月18日 - 2017年9月25日、集英社「週刊少年ジャンプ」） - スクジャン女子
- IDOL AND READ（015 裏表紙 2018年6月27日、028 2021年8月25日、シンコーミュージック・エンタテイメント）

### 写真集
- 寝起き女子（2014年12月22日、宝島社、写真：花盛友里）[7][8]
- キミ色ツインテール 2（2015年4月24日、宝島社）（日本ツインテール協会による「ツインテール女子」をテーマにした公式写真集）[9]
- TEAM SHACHI アートブックコレクション Vol.1 うたかたの夢 秋本帆華（2019年10月8日、小学館）

### 電子書籍

#### デジタル写真集
- PROTO STAR 秋本帆華 vol.1（2012年、JUPIMAR、写真：HIROKAZU、ASIN: B00BJGABLW）[2]
- PROTO STAR 秋本帆華 vol.2（2013年、JUPIMAR、写真：HIROKAZU、ASIN: B00BPK08D8）
- PROTO STAR 秋本帆華 vol.3（2013年、JUPIMAR、写真：HIROKAZU、ASIN: B00BPK08EM）

## 関連人物
- 咲良菜緒
- 大黒柚姫
- 坂本遥奈
- 安藤ゆず
- 伊藤千由李